# Reserva ecológica educativa de San Fernando
La reserva ecológica educativa de San Fernando es un espacio natural protegido situado frente al delta del Paraná, sobre la ribera sur del río Luján —próximo a su desembocadura en el Río de la Plata— en el territorio continental correspondiente al partido de San Fernando, nordeste de la provincia de Buenos Aires, centro-este de la Argentina, en el área de conurbación Gran Buenos Aires. Se encuentra en las coordenadas: 34°26′16″S 58°32′35″O / -34.43778, -58.54306.

## Generalidades
La conformación del área protegida recién pudo concretarse en mayo del año 2020, gracias a un convenio entre la Agencia de Administración de Bienes del Estado (AABE) —quien era propietaria del predio— y el municipio, durante la gestión de Juan Andreotti, cesión que se venía pidiendo desde hacía 4 años. El objetivo es desarrollar un área silvestre que actúe a la vez como espacio verde, ya que la parte continental del municipio es escasa en zonas verdes públicas. Se eliminarán los desechos y residuos que el predio presenta y se procederá a la recreación de un ecosistema de tipo deltaico mediante plantación y forestación con especies nativas. Los visitantes podrán observar la biodiversidad del lugar moviéndose a lo largo de senderos sobreelevados, los que se construirán siguiendo la traza de los ya existentes y en zigzag, para discurrir entre los árboles. También se construirá un espejo acuático, para ser utilizado por las aves. Una vez concluidas todas las obras, será un lugar ideal para paseos recreativos, o para avistar aves, plantas, insectos, y naturaleza en general.
Los modos de acceso a esta reserva ecológica son, además del automóvil —particular o taxi—, varias líneas de colectivos y dos de tren, ya que linda con el servicio turístico del Tren de la Costa (entre las estaciones Marina Nueva y San Fernando R de dicho ramal, así como también mediante la estación San Fernando C del ramal Retiro-Tigre de la Línea Mitre. Guardaparques controlarán el lugar y el ingreso, el cual será por la esquina de Escalada y Almirante Brown.

## Características del área
La reserva se constituyó en un predio de 9,75 hectáreas, situado en la costa del partido de San Fernando, en un área residencial, con barrios privados, clubes y guarderías náuticas. Conforma parte de una península rodeada de espejos acuáticos de varias marinas, lo que torna su microclima más húmedo y, térmicamente, más suave. Su forma es rectangular, con su base apoyada en las vías del Tren de la Costa (en un lindero de unos 130 metros) del que salen sus dos linderos longitudinales (el mayor —el lado norte— es de unos 810 metros) que alcanzan la ribera derecha del río Luján, frente a la finalización del canal Vinculación y a solo 2500 metros de la desembocadura del Luján en las aguas del Río de la Plata. Sobre el lado sur la margina la calle Almirante Brown entre Escalada y Verminio Servetto. En un sector próximo a las vías, de una hectárea y media aproximadamente, es utilizado por docentes, estudiantes y personal de la sede que la Universidad Nacional de Luján (UNLu) tiene en San Fernando; allí se encuentran canchas de fútbol y rugby, una pista de atletismo y sectores donde se hacen lanzamiento de jabalina y campamentos. El municipio garantizó la continuidad de estas actividades, luego de que se realice una adecuación del área. El extremo opuesto —el más cercano al río— presenta un denso bosque natural, con una pequeña laguna engolfada de 60 metros de diámetro. Esta parte del sector emergido de la reserva es inundado durante los eventos de sudestadas, aunque el agua permanece allí sólo algunas horas, actuando como aportes extras a la precipitación y manteniendo el subsuelo con agua dulce siempre disponible para las raíces de las plantas, lo que favorece un crecimiento exuberante.
El clima del área es subtropical marítimo, gracias a la acción morigeradora del río Luján y del muy próximo Río de la Plata, con aguas provenientes de latitudes intertropicales. La temperatura anual promedio ronda los 17 °C, y las precipitaciones anuales totalizan alrededor de 1100 mm (gracias a un marcado incremento en las primeras dos décadas del siglo XX), estando repartidas especialmente entre los meses cálidos. En invierno pueden presentarse suaves heladas.
Se trata de una reserva natural urbana; los roles principales de este tipo de áreas protegidas son la educación e interpretación ambiental, la conservación de los recursos biológicos, la investigación científica, la participación de la ciudadanía y el esparcimiento de la población.
Esta reserva forma un eslabón más del rosario de reservas que se sitúan en la ribera derecha del Río de la Plata superior,  las que conforman un corredor de biodiversidad que une el lindero delta del Paraná y se continúa por las reservas de Ribera Norte en San Isidro, la de Vicente López en el partido homónimo, ya en la ciudad de Buenos Aires Ciudad Universitaria y Costanera Sur, y Punta Lara, en Ensenada.